# Rivière Kanasuta
Rivière Kanasuta är ett vattendrag i Kanada.   Det ligger i provinsen Québec, i den sydöstra delen av landet, 400 km nordväst om huvudstaden Ottawa.
I omgivningarna runt Rivière Kanasuta växer i huvudsak blandskog. Runt Rivière Kanasuta är det mycket glesbefolkat, med 6 invånare per kvadratkilometer.